# Blindheimsværdet
Blindheimsværdet (norsk Blindheimsverdet) er et sværd af bronze, som blev fundet i 1963 i bydelen Blindheim i Ålesund i Møre og Romsdal i Norge. Sværdet er blandt de mest spektakulære norske fund fra bronzealderen.
Blindheimsværdet blev fundet under en grøftegravning på gården Blindheim uden for Ålesund. Kort tid efter blev der fundet to små økser samme sted. Det er mulig at de tre genstande blev nedlagt samtidig, omkring 1650 f.Kr. muligvis som et offer.
Sværdet består af greb og klinge og er støbt i to dele. Grebet fæstnet til klingen med to nagler. Det har også fire dekorative nagler. Klingen er smal og bliver bredere ved overgangen til grebet.
Sværdet er fremstillet et sted i de schweiziske alper omkring 1700 f.Kr. Der er fundet et lignende sværd fra samme periode i Felsberg i Schweiz. Blindheimsværdet viser, at man i Norge havde kontakt med folk langt nede i Europa.